# Waleriusze
Waleriusze (Valerii) – jeden z najstarszych i najbardziej wpływowych rodów patrycjuszowskich starożytnego Rzymu. Dzielił się na wiele gałęzi noszących przydomki: Flaccus, Messala, Laevinus, Publicola.
- Maniusz Waleriusz Maksimus Messala konsul w 263 p.n.e
- Marek Waleriusz Messala (Marcus Valerius Messala) – konsul w 226 p.n.e., organizował generalny pobór w całej Italii przed spodziewaną inwazją Galów.
- Marek Waleriusz Messala (Marcus Valerius Messala) – prefekt floty na Sycylii w 210 p.n.e. w czasie drugiej wojny punickiej, dokonał wypadu do Afryki, pustosząc okolice Utyki; pretor w 194 p.n.e.; konsul w 188 p.n.e., legat w 174 p.n.e. w Macedonii.
- Marek Waleriusz Messala (Marcus Valerius Messala) – konsul w 161 p.n.e., w czasie jego konsulatu wydano dekret usuwający z Rzymu greckich retorów; cenzor w 154 p.n.e.
- Marek Waleriusz Messala Rufus
- Marek Waleriusz Messala Niger
- Marek Waleriusz Messala Korwinus
- Marek Waleriusz Messala Messalinus
- Marek Waleriusz Messala Appianus
- Marek Waleriusz Messala Barbatus
- Potytiusz Waleriusz Messala (Potitius Valerius Messala) – konsul zastępcy (consul suffectus) w 29 p.n.e.
- Lucjusz Waleriusz Messala Wolesus